# Batracomorphus portunus
Batracomorphus portunus är en insektsart som beskrevs av Knight 1983. Batracomorphus portunus ingår i släktet Batracomorphus och familjen dvärgstritar. Inga underarter finns listade i Catalogue of Life.